# Resistentes Dextrin
Resistentes Dextrin (Syn. unverdauliches Dextrin) ist ein chemisches oder enzymatisches Abbauprodukt von Stärke, das als Nahrungsbestandteil weitgehend unverdaulich ist. Es gehört zur Gruppe der wasserlöslichen Ballaststoffe und entsteht, wenn Stärke (beispielsweise aus Mais, Kartoffeln oder Weizen) mit Wärme, Salzsäure und Enzymen behandelt wird. Die Stärke wird dabei in kleinere Einheiten, die so genannten Dextrine, zerlegt, die in einem zweiten Schritt so miteinander verknüpft werden, dass menschliche Verdauungsenzyme diese nicht mehr abbauen können. Resistente Dextrine können aufgelöst in Flüssigkeiten oder als Bestandteil von Speisen aufgenommen werden.
Resistente Dextrine gelangen unverdaut aus dem Dünndarm in den Dickdarm. Dort sind sie auf Grund der Löslichkeit eine wichtige Nahrungsquelle für Bakterien (u. a. Spezies der Stämme Bifidobakterium, Lactobazillus). Durch Gärung entstehen kurzkettige Fettsäuren, vor allem Butyrat, was sich positiv auf die Zusammensetzung der Darmflora und auf die Funktionsfähigkeit der Darmschleimhaut auswirkt.

## Anwendung
Durch Aufnahme von unverdaulichen Dextrinen als Bestandteil von Getränken, Backwaren oder anderen Lebensmitteln kann der Anstieg des postprandialen Blutzuckerspiegels (Blutzuckerspiegel nach den Mahlzeiten) und der Insulinausschüttung durch die Bauchspeicheldrüse verringert werden. Resistente Dextrine senken den glykämischen Index von Lebensmitteln. Niedrige Plasmaglukose- und Insulinspiegel bewirken wiederum eine Abnahme der Plasmatriglyzeride, da die Bildung von Triglyzeriden in der Leber reduziert wird. Unverdauliche Dextrine können so zur Normalisierung der Blutlipidspiegel beitragen.
Da sie den Anstieg des Glukose- und Insulinspiegels im Blut bremsen, unterstützen sie die Gewichtskontrolle. Ein hoher Insulinspiegel führt zu einer schnellen Gewichtszunahme und hemmt eine Gewichtsabnahme. Studien haben gezeigt, dass es durch die Aufnahme von unverdaulichen Dextrinen vor allem zu einer Abnahme des viszeralen Körperfetts kommt.

### Darmtätigkeit
Unverdauliche Dextrine erhöhen bei regelmäßiger Zufuhr die Stuhlfrequenz und das Stuhlvolumen. Die bei der bakteriellen Gärung im Dickdarm entstehenden kurzkettigen Fettsäuren und die damit verbundene pH-Wert-Absenkung führt zu einer Anregung der Darmperistaltik, sodass Verstopfungen gelöst bzw. verhindert werden können.

### Präbiotischer Effekt
Unverdauliche Dextrine stellen eine Nahrungsquelle für Bakterien im Darm dar. Sie fördern insbesondere das Wachstum von gesundheitsfördernden Bakterien im Darm und sollen damit die körpereigene Immunabwehr unterstützen. Durch die Aufnahme von resistenten Dextrinen kann die Darmflora gezielt innerhalb von acht Tagen beeinflusst werden. Im Vergleich zu anderen Ballaststoffen wie z. B. Inulin werden weniger Gase im Darm gebildet und infolgedessen Blähungen verhindert.